# حافظ قشقایی
حافظ قشقایی (زادهٔ ۲۵ اسفند ۱۳۷۳ در کرند غرب) وزنه‌بردار اهل ایران است.
وی توانست در مسابقات قهرمانی وزنه‌برداری جهان ۲۰۱۹ در تایلند، در وزن ۵۵ کیلوگرم با مهار وزنه ۱۴۹ کیلوگرمی به مدال نقره دست یافت و بعد از ۴۲ سال ایران را صاحب مدال جهانی در این وزن کند. این مدال اولین مدال سبک‌وزن وزنه‌برداری ایران بعد از انقلاب اسلامی ایران به‌شمار می‌رود که در اولین تجربه جهانی حافظ قشقایی به دست آمده‌است. (مدال قبلی را محمد نصیری اسطوره وزنه‌برداری ایران در این وزن به دست آورده بود)

## نتایج
| سال                             | محل برگزاری                     | وزن                             | یک‌ضرب (ک‌گ)                      | یک‌ضرب (ک‌گ)                      | یک‌ضرب (ک‌گ)                      | یک‌ضرب (ک‌گ)                      | دوضرب (ک‌گ)                      | دوضرب (ک‌گ)                      | دوضرب (ک‌گ)                      | دوضرب (ک‌گ)                      | مجموع                           | رتبه                            |
| سال                             | محل برگزاری                     | وزن                             | ۱                               | ۲                               | ۳                               | رتبه                            | ۱                               | ۲                               | ۳                               | رتبه                            | مجموع                           | رتبه                            |
| مسابقات قهرمانی وزنه‌برداری جهان | مسابقات قهرمانی وزنه‌برداری جهان | مسابقات قهرمانی وزنه‌برداری جهان | مسابقات قهرمانی وزنه‌برداری جهان | مسابقات قهرمانی وزنه‌برداری جهان | مسابقات قهرمانی وزنه‌برداری جهان | مسابقات قهرمانی وزنه‌برداری جهان | مسابقات قهرمانی وزنه‌برداری جهان | مسابقات قهرمانی وزنه‌برداری جهان | مسابقات قهرمانی وزنه‌برداری جهان | مسابقات قهرمانی وزنه‌برداری جهان | مسابقات قهرمانی وزنه‌برداری جهان | مسابقات قهرمانی وزنه‌برداری جهان |
| ------------------------------- | ------------------------------- | ------------------------------- | ------------------------------- | ------------------------------- | ------------------------------- | ------------------------------- | ------------------------------- | ------------------------------- | ------------------------------- | ------------------------------- | ------------------------------- | ------------------------------- |
| ۲۰۱۹                            | پاتایا, تایلند                  | ۵۵ ک‌گ                           | ۱۱۱                             | ۱۱۶                             | ۱۱۶                             | ۹                               | ۱۴۰                             | ۱۴۹                             | ۱۵۵                             | 2                               | ۲۶۰                             | ۷                               |